# Great Wall Marathon
De Great Wall Marathon wordt gelopen in China en is een van de zwaarste en meest buitengewone hardloopwedstrijden van het jaar. Het is een extreme marathon en wordt daarom ook een Adventure Marathon genoemd.

## De Muur
Gedurende ongeveer 7 km is de Chinese Muur het decor. Het parcoursgedeelte over de muur leidt over steile trappen, kronkelpaden waar de trappen ontbreken, stukken vlakke muur.

## 5.164 treden
Voortdurend stijgt en daalt men over meer dan 5.164 treden om vervolgens af te vlakken en over te gaan in goede asfalt- en gravelwegen. Het parcours is erg zwaar met hoge hellingen, maar het is ook vlak en schilderachtig door het omringende platteland en boerendorpjes. Voor de lokale bevolking is het een belevenis om de lopers te zien passeren, aangezien in het gebied bijna nooit buitenlanders komen.
De start en finish van de marathon is op het Yin & Yangplein, waar de supporters de dag doorbrengen. Op dit plein wordt muziek gedraaid worden en zijn er eet- en drinkstandjes. De supporters hoeven niet te wachten tot de finish om de lopers weer te zien, want alle afstanden komen tijdens hun loop nogmaals langs dit plein. Hierdoor zijn de hele dag lopers te bekijken en aan te moedigen.
De Great Wall Marathon kan verdeeld worden in twee delen:
- Het eerste deel, ongeveer 9 kilometer, brengt de lopers omhoog, over de muur heen en weer omlaag. Dit deel kenmerkt zich door de steile hellingen en dalingen tot aan de 10% en bestaat uit duizenden treden. De hele marathon voert twee keer langs dit gebied en de halve marathon eenmaal.
- Het wegdek van het tweede gedeelte van het parcours bestaat uit asfalt en grindpaden en is van goede kwaliteit.

De Great Wall Marathon is een evenement dat door verschillende goede doelen wordt gesteund.